# Višovgrad
Višovgrad (in bulgaro: Вишовград) è un villaggio nel comune di Pavlikeni nella regione di Veliko Tărnovo, Bulgaria.

## Geografia fisica
Il villaggio di Višovgrad è situato nella pianura danubiana e ai piedi dei monti Balcani e si trova tra le colline Goliš e Čuckata entrambe ben visibili dal villaggio.

## Storia
Secondo gli studiosi la zona di Višovgrad è abitata da circa 2000 anni mentre la sua storia moderna inizia con l'Impero ottomano. I primi bulgari vennero dai villaggi vicini distrutti e costruirono le loro nuove case tra le due colline in quella che è adesso la zona vecchia di Višovgrad. Nel 1868 vi passò l'esercito di Stefan Karadha e Hadji Dimitar. Questo è evento significativo per l'attività rivoluzionaria in Bulgaria. Alcuni ribelli furono uccisi e sepolti nel villaggio.
L'elettricità arrivò per la prima volta al villaggio nel 1945.

## Attrazioni
- Monumento di Stefan Karadja
- GeoComplex Zarapovo

## Galleria d'immagini

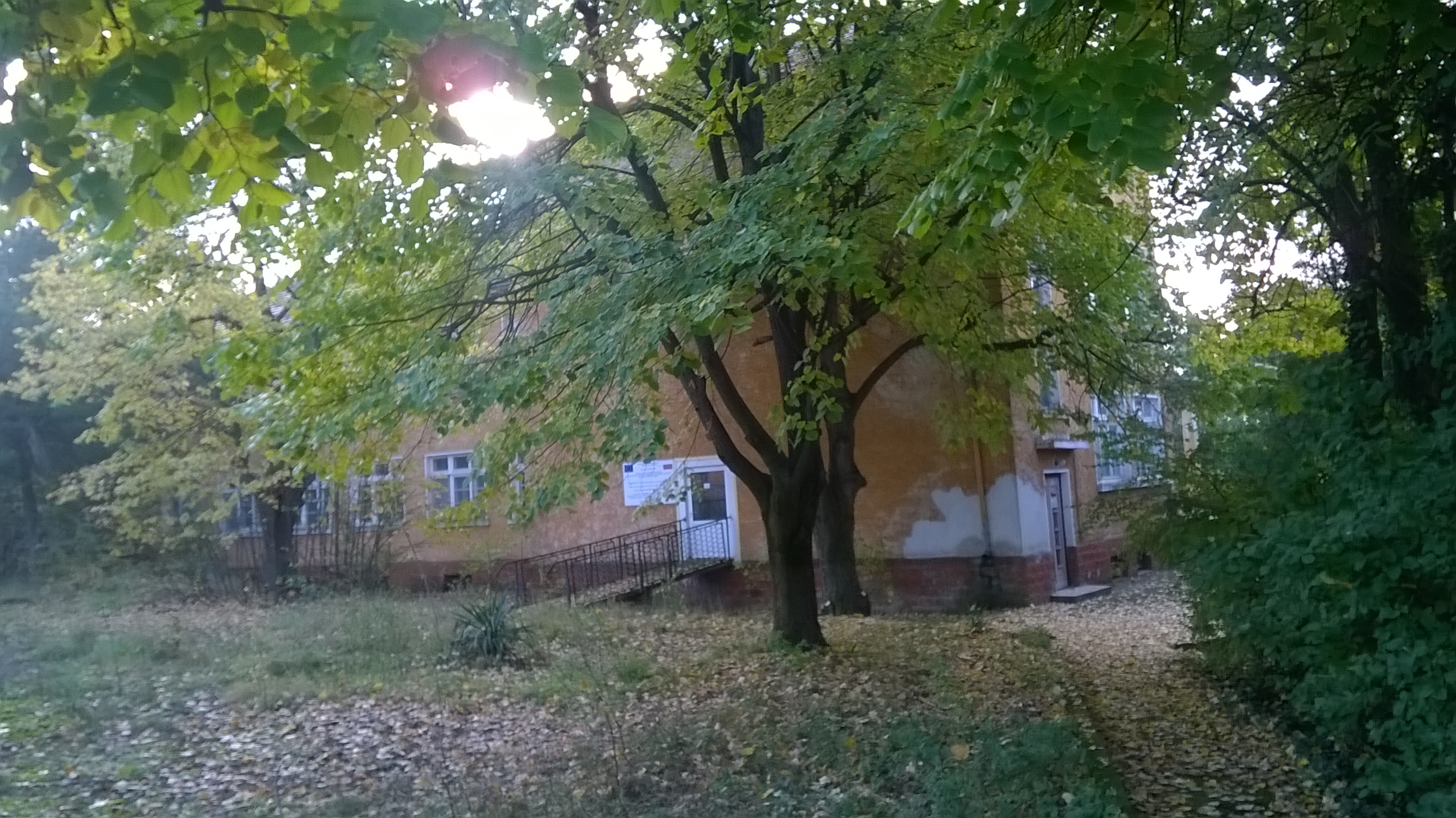
Scuola "Santi Cirillo e Metodio "
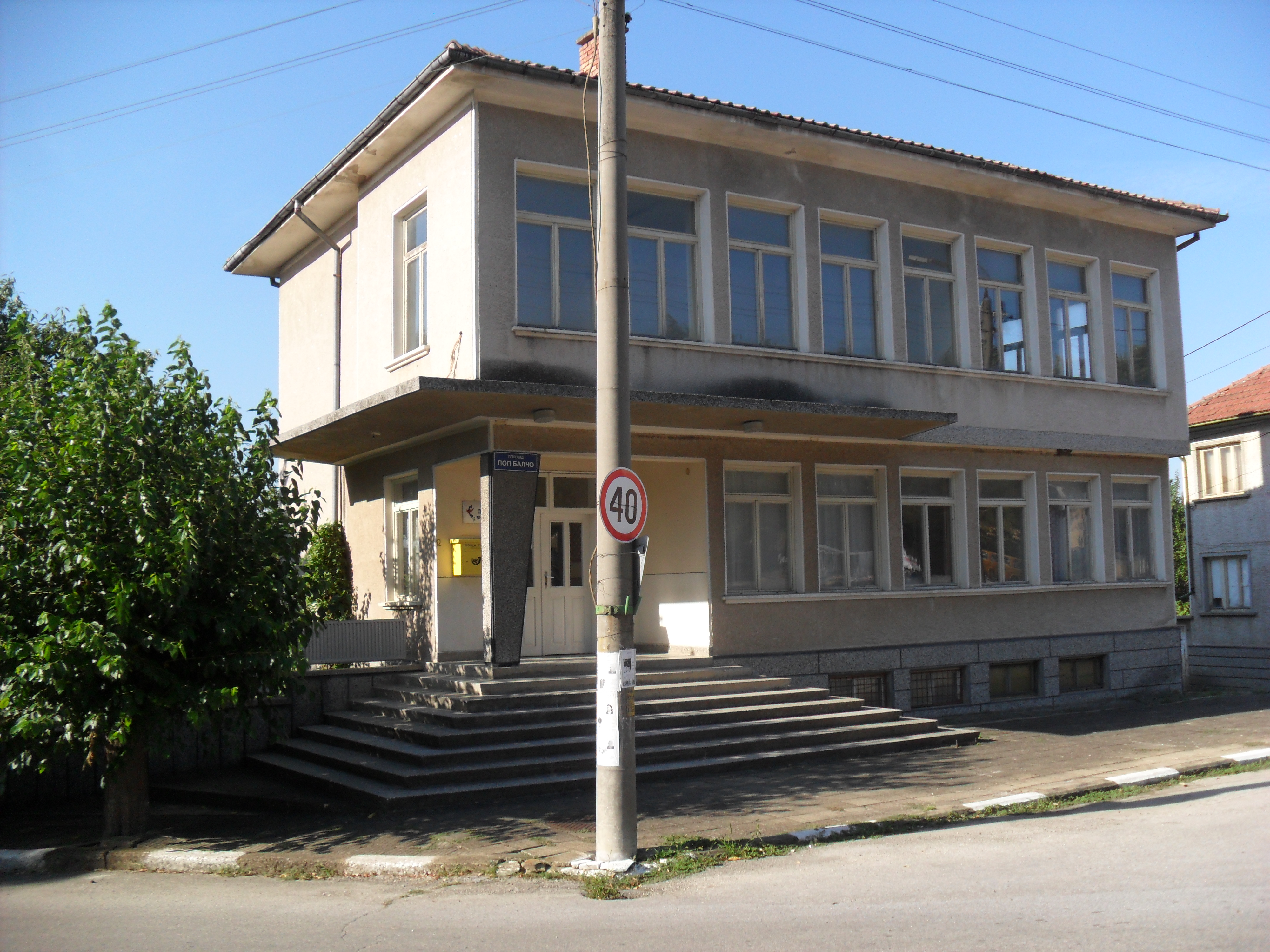
Posta
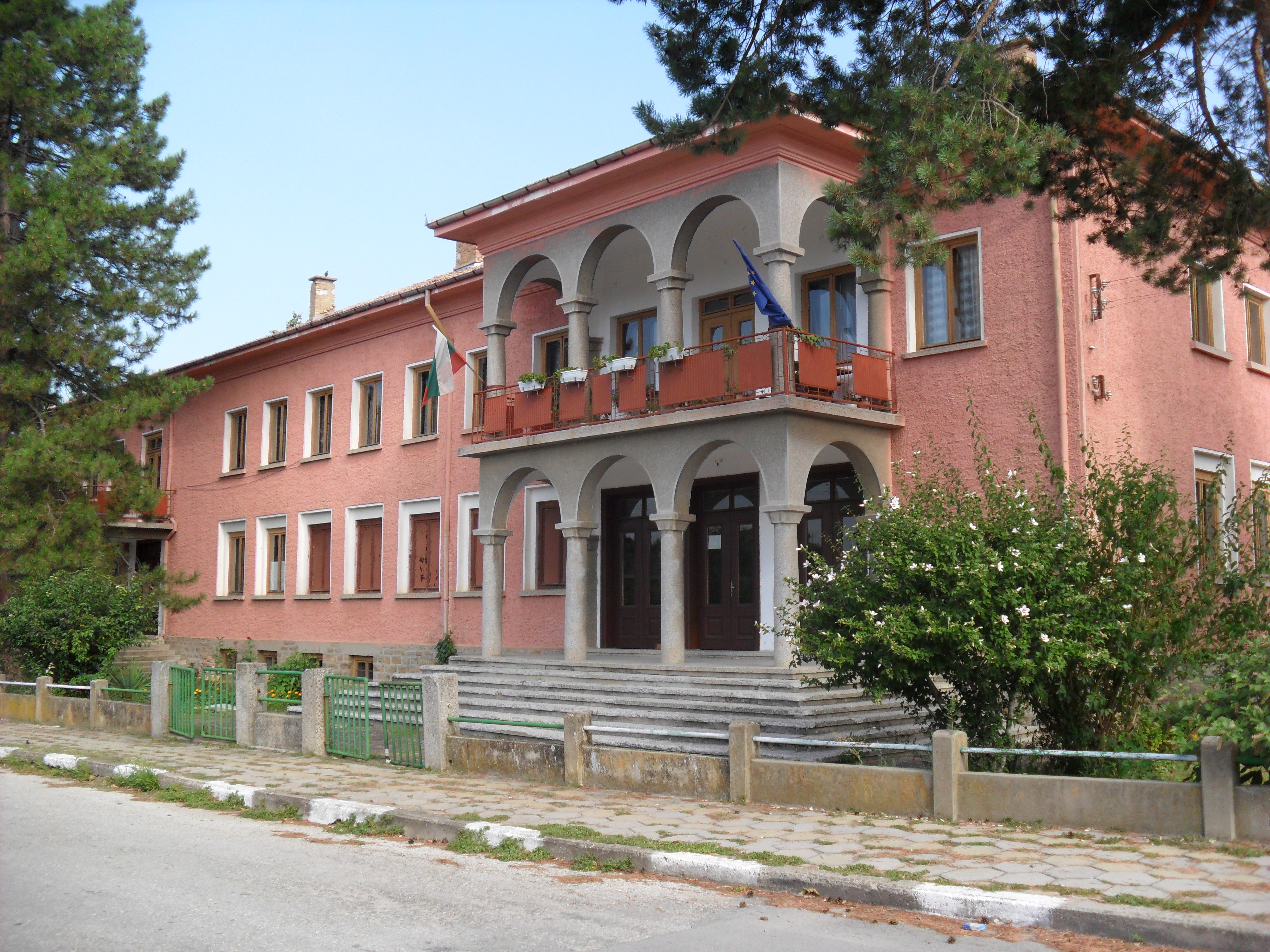
Centro comunitario Radi Fičev
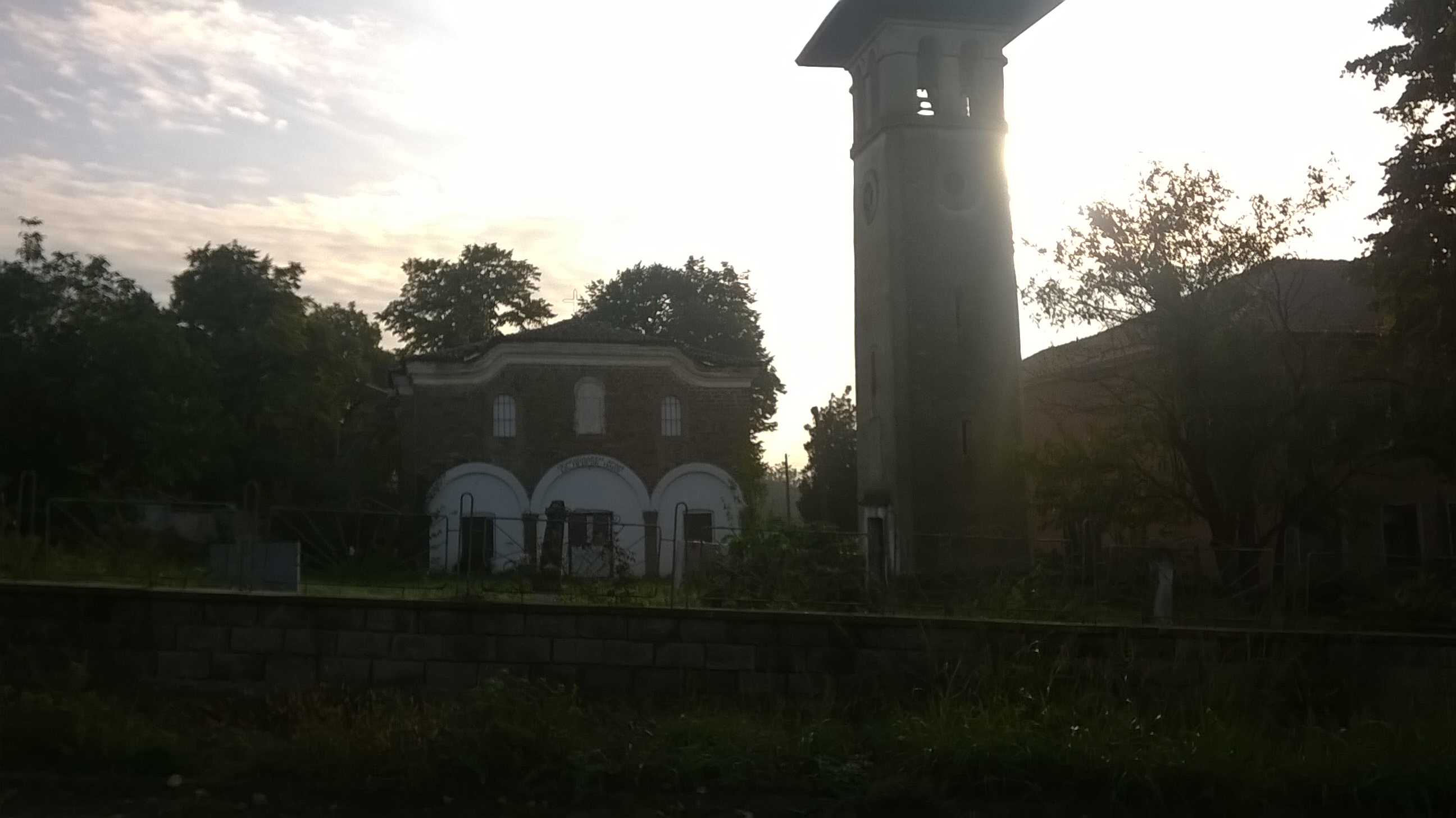
Chiesa ortodossa "Sant'Elia"
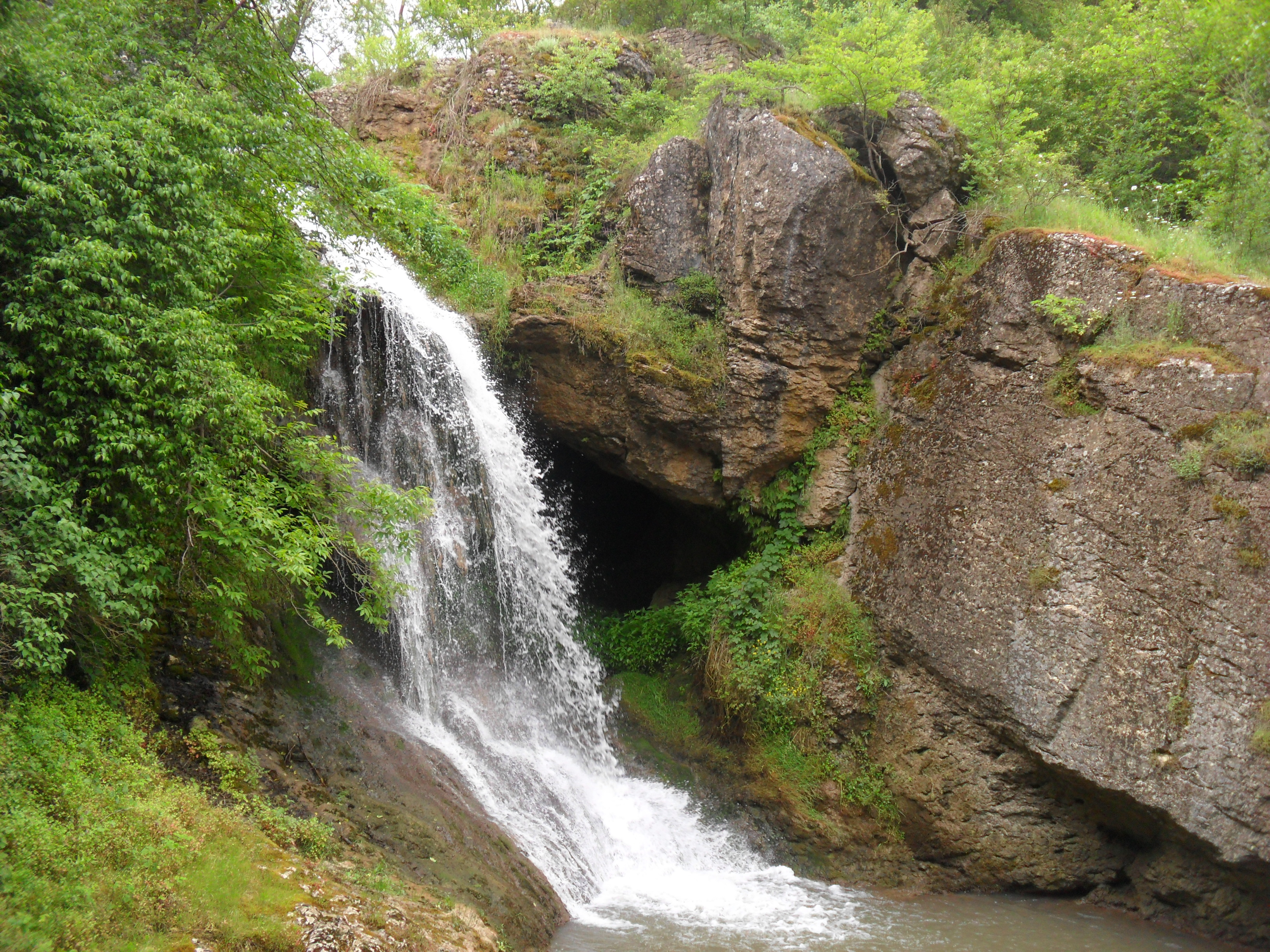
Cascata Zarapovo